# Derek Jarman
Michael Derek Elworthy Jarman (Londra, 31 gennaio 1942 – Londra, 19 febbraio 1994) è stato un regista, sceneggiatore, direttore della fotografia, montatore, scenografo, scrittore, pittore e giardiniere britannico.
Artista poliedrico e cineasta d'essai, Jarman fu noto per la dichiarata omosessualità e per l'attenzione rivolta verso tale tematica in molti dei suoi film, che spesso tendevano a indagarla sotto il punto di vista filosofico ed etico.

## Biografia

### Infanzia e istruzione
Derek Jarman nacque nel quartiere londinese di Northwood da padre neozelandese e da madre britannica di origine ebraica. Dal 1960 al 1963 ha studiato al King's College London, a cui seguirono quattro anni alla Slade School of Art. Il suo studio era a Butler's Wharf, Londra, e faceva parte della social scene di Andrew Logan negli anni settanta.

### Carriera
I primi film di Jarman erano corti sperimentali in super 8mm, una forma che non abbandonò mai completamente e che più tardi sviluppò ancora nei suoi film Imagining October (1984), The Angelic Conversation (1985), The Last of England (1987) e The Garden (1990), parallelamente al suo lavoro narrativo.

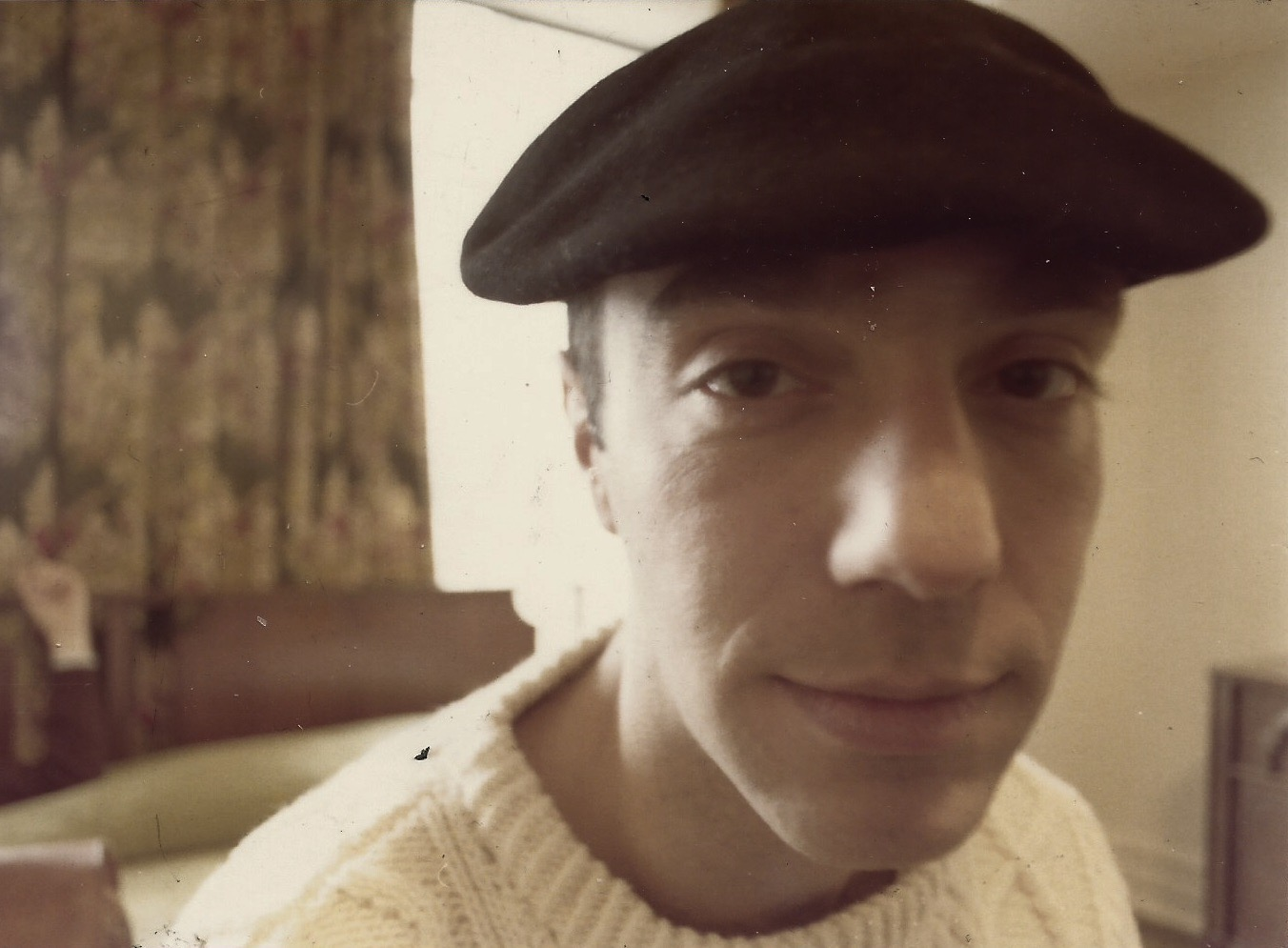
Derek Jarman (1976)

Jarman si fece conoscere come scenografo, irrompendo sulla scena dell'industria cinematografica come curatore delle scenografie de I diavoli di Ken Russell (1970); più tardi fece il suo debutto overground nel cinema narrativo con il dirompente Sebastiane (1976), considerato il primo film britannico a presentare immagini positive dell'omosessualità e primo film a essere girato interamente in latino.
A questo seguì quello che molti considerano il suo capolavoro, Jubilee (girato nel 1977, distribuito nel 1978), in cui la regina Elisabetta I d'Inghilterra è trasportata nel (suo) futuro in un desolato e brutale deserto, governato dalla sua omonima del ventesimo secolo. Jubilee è stato il primo film inglese sulla cultura punk, e nel cast figuravano gruppi punk e personaggi del calibro di Jayne County, delle Wayne County & the Electric Chairs, Jordan, Toyah Willcox, e Adam and the Ants.

### Il rapporto con Channel 4
Dopo aver girato l'anticonformista adattamento shakespeariano La tempesta nel 1979 (un film adorato da molti studiosi di Shakespeare, ma ignorato dai critici tradizionalisti), Jarman passa sette anni a girare cortometraggi in super 8 mm nel tentativo di finanziare il suo film Caravaggio (più tardi dichiarò di aver riscritto la sceneggiatura ben diciassette volte).
Finalmente distribuito nel 1986, il film ebbe un buon successo di pubblico (ed è ancora, insieme al cult Jubilee, uno dei suoi film più noti), in parte grazie alla partecipazione della televisione inglese Channel 4. Questo segna l'inizio di una nuova fase nella carriera da regista di Jarman: d'ora in avanti tutti i suoi film verranno finanziati e trasmessi dal canale televisivo. Caravaggio, inoltre, vede Jarman lavorare per la prima volta con l'attrice Tilda Swinton, che prenderà parte ad altri nove film del regista.
La fine di Caravaggio segna anche l'inizio di un temporaneo abbandono, nel lavoro di Jarman, della narrazione tradizionale. Frustrato dalla formalità della produzione in 35mm, dalla dipendenza istituzionale e dalla prolungata inattività che ne risultava (che gli era costata sette anni per Caravaggio e che gli aveva fatto abbandonare altri progetti a lungo termine), Jarman ritorna, migliorando, alla forma in super8 con cui già aveva lavorato in Imagining October e The Angelic Conversation.
Il primo dei film girati in questa nuova fase semi-narrativa, The Last of England, racconta la fine di una nazione, distrutta dal suo decadimento interno e dalla ristrutturazione economica operata dalla Thatcher. Così si espresse The Village Voice:
"Bellissimo e straziante...; il film è uno dei pochi maestosi esempi di cinema personale della fine degli anni ottanta -- un invito a aprire i nostri occhi su un mondo violentato dalla rapacità e dalla repressione, per vedere quali danni irreparabili sono stati portati alle città, alle campagne e alle anime, come i nostri cieli, i nostri corpi sono stati avvelenati."

### Gli anni Ottanta
Durante gli anni ottanta Jarman fu una delle poche figure pubbliche ad aver dichiarato pubblicamente la sua omosessualità e fu sostenitore delle lotte contro la legislazione anti-gay, contribuendo ad aumentare la sensibilità riguardo al problema dell'AIDS. Il 22 dicembre 1986 gli venne diagnosticata la sieropositività all'HIV. Ebbe indubbio rilievo nel Regno Unito la sua decisione di discutere pubblicamente della sua condizione di persona sieropositiva. La malattia lo obbligò a ritirarsi nella sua casa a Prospect Cottage, Dungeness, vicino alla centrale nucleare di Dungeness.
Durante le riprese di The Garden, Jarman si ammalò gravemente per infezioni legate all'AIDS. Sebbene si riprendesse a sufficienza per completare il film, non tentò mai più niente dello stesso livello, ritornando a progetti più ridotti per i suoi ultimi film narrativi: Edoardo II (forse il suo film più dichiaratamente politico, influenzato dal suo attivismo queer) e il film, ispirato a Bertolt Brecht, Wittgenstein, una delicata tragicommedia sul famoso filosofo, girato in soli interni e realizzato con pochissimi soldi, ma apprezzato dai conoscitori del filosofo e rimasto un biopic unico nel suo genere, di altissima qualità e valore estetico. Jarman dichiarò che a causa della scomparsa del cinema indipendente era diventato impossibile per lui trovare finanziamenti. Si rivolse dunque all'industria dei video musicali, dirigendone alcuni per i Pet Shop Boys.

### Il testamento filmico:Blue
Il film Blue è considerato il suo testamento filmico. Durante le riprese del film divenne cieco e seriamente malato a causa dalle complicazioni derivanti dall'AIDS. Blue consiste in una singola schermata di colore blu che riempie lo schermo e che serve da sfondo alla colonna sonora, composta da Simon Fisher Turner, comprendente Coil e altri artisti, attraverso cui Jarman descrive la sua vita come voce recitante fuori campo.

### Altri lavori

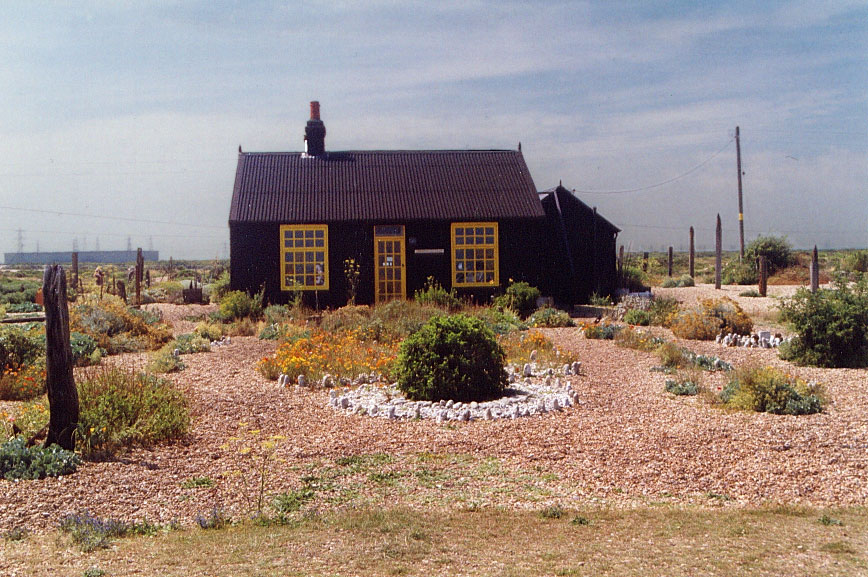
Il cottage di Jarman a Dungeness

Jarman merita anche una parte importante nell'aver contribuito a creare e sviluppare la forma dei videoclip (notevole, soprattutto la sua collaborazione col gruppo degli Smiths e i già citati Pet Shop Boys) e come precursore e attivista nella lotta per i diritti degli omosessuali.
Oltre alle scenografie teatrali per alcune opere liriche con la regia di Ken Russell, nel 1988 firma la regia per la prima assoluta dell'opera L'ispirazione di Sylvano Bussotti al Maggio Musicale Fiorentino.
Inoltre sono stati pubblicati molti dei suoi diari. Viene anche ricordato per il suo famoso giardino di ciottoli, creato all'ombra della centrale nucleare di Dungeness. La casa è stata costruita in legname da costruzione. Il suo giardino sulla spiaggia era costruito usando materiali locali ed è stato oggetto di molti libri. All'epoca ricominciò a dipingere (vedi il libro: Evil Queen: the Last Paintings, 1994).

### Morte
Malato di AIDS, morì all'età di 52 anni il 19 febbraio 1994. I Chumbawamba incisero in sua memoria Song for Derek Jarman.

## Filmografia

### Lungometraggi
- Sebastiane (1976)
- Jubilee (1978)
- The Tempest (1979)
- The Angelic Conversation (1985)
- Caravaggio (1986)
- The Last of England (1987)
- War Requiem (1989)
- The Garden (1990)
- Edoardo II (1991)
- Wittgenstein (1993)
- Blue (1993)

### Corti e mediometraggi
- Glitterbug (1994)
- The Next Life (1993)
- Projections (1993) (V)
- L'ispirazione (video-opera del melodramma di Sylvano Bussotti, 1988)
- Aria (1987) (episodio "Depuis le jour")
- Imagining October (1984)
- B2 Tape (1983)
- Pirate Tape (1983)
- Waiting for Godot (1983)
- Ken's First Film (1982)
- Pontormo and Punks at Santa Croce (1982)
- Jordan's Wedding (1981)
- Sloane Square: A Room of One's Own (1981)
- In the Shadow of the Sun (1980)
- The Pantheon (1978)
- Every Woman for Herself and All for Art (1977)
- Jordan's Dance (1977)
- Art and the Pose (1976)
- Gerald's Film (1976)
- Sea of Storms (1976)
- Picnic at Ray's (1975)
- Sebastiane Wrap (1975)
- The Devils at the Elgin (1974)
- Duggie Fields (1974)
- Fire Island (1974)
- Ula's Fete (1974)
- Art of Mirrors (1973)
- Stolen Apples for Karen Blixen (1973)
- Sulphur (1973)
- A Walk on Møn (1973)
- Andrew Logan Kisses the Glitterati (1972)
- Garden of Luxor (1972)
- Miss Gaby (1972)
- Tarot (1972)
- A Journey to Avebury (1971)
- Studio Bankside (1970)

Le prime opere di Jarman in Super 8 sono state incluse in alcune edizioni in DVD dei suoi lungometraggi.

### Videoclip musicali
- The Sex Pistols, The Sex Pistols Number One, (1976).
- Marianne Faithfull, Broken English, Witches' Song, e The Balland of Lucy Jordan (tutti 1979)
- Throbbing Gristle, TG Psychic Rally in Heaven, (1981).
- Orange Juice, What Presence?!, (1984).
- The Smiths, The Queen is Dead, Panic, There is a Light That Never Goes Out, Ask, (circa 1986).
- Pet Shop Boys, It's a Sin, Rent e le proiezioni del MCMLXXXIX Tour  del 1989.

## Doppiatori italiani
Da doppiatore è sostituito da:
- Massimo Rossi in Blue

## Pubblicazioni
- Modern nature: Diario 1989-1990, Ubulibri, 1992, ISBN 9788877481221.
- A vostro rischio e pericolo, Ubulibri, 1994, ISBN 9788877481375.
- Chroma, Ubulibri, 1994, ISBN 9788877481436.
- Ciò che resta dell'Inghilterra, Alet Edizioni, 2007, ISBN 9788875200398.
- Testamento di un santo, shake edizioni (riedizione e revisione di "A vostro rischio e pericolo"), 2022, ISBN 9791280214447.